# Садовая (Пензенская область)
Садо́вая — деревня Малосергиевского сельсовета Тамалинского района Пензенской области .

## География
Село расположено на юге Тамалинского района, в 2,5 км к северу от села Зубрилово. Расстояние до районного центра пгт. Тамала — 17 км.

## История
По исследованиям историка — краеведа Полубоярова М. С., образована как деревня Дворяне в начале XX века. В 1950-х годах в деревне базировалась бригада колхоза им. Сталинской Конституции.
В 1960 году указом Президиума Верховного Совета РСФСР деревня Дворяне переименована в Садовую.
До 2010 года Садовая относилась к Зубриловскому сельсовету. Согласно Закону Пензенской области № 1992-ЗПО от 22 декабря 2010 года передана в Малосергиевский сельский совет.

## Численность населения
| 2010 |
| ---- |
| 62   |

| год                | 1959 | 1979 | 1989 | 1996 | 2004 |    |
| ------------------ | ---- | ---- | ---- | ---- | ---- | -- |
| количество жителей | 272  | 155  | 116  | 101  | 88   | 83 |

## Улицы
- Садовая.